# Державний університет Молдови
Державний університет Молдови, Кишинівський університет — заклад вищої освіти, заснований 1 жовтня 1946 року. Розташований у Кишиневі. Спочатку в університеті було 8 факультетів — фізичний, математичний, геологічний, педагогічний, біологічний, хімічний, історичний та філологічний, на яких навчались 320 студентів.

## Факультети
- Факультет витончених мистецтв
- Факультет соціології та філософії
- Факультет біології та ґрунтознавства
- Факультет хімії та хімічної технології
- Факультет права
- Факультет фізики
- Факультет історії та філософії
- Факультет журналістики
- Факультет іноземних мов та літератури
- Факультет математики та інформатики
- Факультет міжнародних відносин
- Факультет економіки

Обсерваторії університету присвоєно ім'я астронома Ніколае Донічі.

## Відомі професори
- Іон Ботнару
- Ніколае Дімо
- Михайло Павлов
- Михайло Перлін
- Юрій Перлін
- Євгеній Покатилов
- Ізраїль Ґохберґ
- Цукерблат Борис Самойлович

## Відомі випускники
- Агабальянц Едуард Гаспарович (1932—1996) — хімік-аналітик, доктор хімічних наук, лауреат Державної премії УРСР у галузі науки і техніки.
- Смарт Джейсон Джей — американський політтехнолог, колишній політконсультант президента Молдови Маї Санду[4].